# Amenhotep II

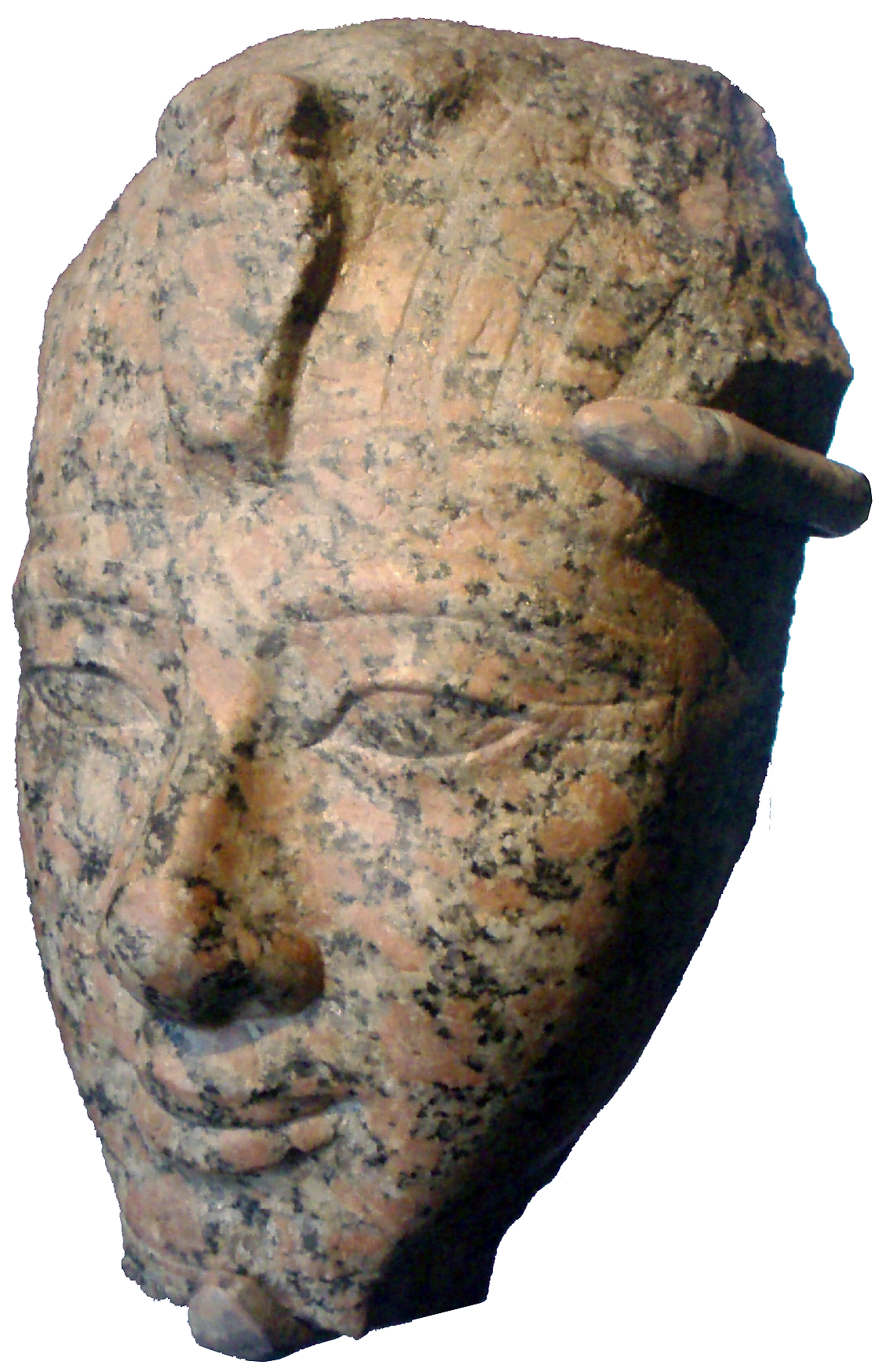
Huvud av en staty av Amenhotep II.

Amenhotep II var den sjunde faraon i den artonde dynastin i Egypten under tiden för Nya riket. Han regerade 1427 f.Kr. – 1397 f.Kr..

## Biografi
Amenhotep II var son till Thutmosis III och dennes bihustru Merytre. Amenhotep II kan ha varit medregent tillsammans med fadern, före sitt trontillträde. En kort tid efter kröningen blev det uppror i en del av Syrien som protest mot hans styre. Han tillfångatog sju av rebellprinsarna och hängde dem upp och ned på sitt skepps för, vilket var ett vanligt straff för rebeller i det antika Egypten. När de nådde land hängdes alla utom en upp på Thebes stadsmur, och en hängdes upp på Napatas mur.
Amenhotep fortsatte Thutmosis III:s fälttåg i Syrien och gjorde militära kampanjer i västra Asien. Han var inte bara en krigare, han var även diplomat och kom att bli den förste faraonen att signera ett fredsavtal med mitannierna. Denne farao etablerade även goda relationer med babylonier och hettiter. Men freden säkrad kunde Amenhotep II ägna sig åt byggprojekt, såsom ett tempel nära Sfinxen och en utbyggnad av templet i Karnak.
Amenhotep II lät inte skriva ned sina drottningars namn och somliga egyptologer menar att det var för att han kan ha känt att de skulle ha blivit för mäktiga genom sådana titlar. De pekar på det faktum att han deltog i faderns borttagande av Hatshepsuts namn från hennes monument och förstörelsen av hennes bild.
Hans mumie upptäcktes 1898 i sin grav KV35 i Konungarnas dal.